# رندال، برنت، ویسکانسین
رندال (به انگلیسی: Randall) یک منطقهٔ مسکونی در ایالات متحده آمریکا است که در شهرستان بارنت، ویسکانسین واقع شده‌است. رندال ۲۷۳٫۱ متر بالاتر از سطح دریا واقع شده‌است.